# 高野山・立里荒神サービック
高野山・立里荒神サービック（こうやさん・たてりこうじん）は、南海電気鉄道（南海）が発売していたサービックの一つ。有効期間は2日。
2009年3月31日始発分から「高野山・立里荒神きっぷ」に名称変更された。2021年3月31日をもって発売を終了した。

## 概要
高野山フリーサービックと同じく、高野山観光のために設定されているが、こちらはさらに立里荒神観光にも対応している。なお、こちらには高野山内で利用できるクーポン券は付属していない。JTBや近畿日本ツーリストでも発売されているほか、南海主要駅で購入する場合には特急「こうや」の特別急行券がセットになったものも発売されている。

## 内容
- 発駅から高野山駅までの往復割引乗車券（オプションで割引特急券）
- 南海りんかんバスの高野山駅から立里荒神までの急行バスの往復割引乗車券（奥の院前で途中下車ができる。急行バスは予約制）